# HAT-P-6
HAT-P-6 (Штернннахт) — одиночная звезда в созвездии Андромеды на расстоянии приблизительно 905 световых лет (около 278 парсек) от Солнца. Видимая звёздная величина звезды — +10,47m. Возраст звезды определён как около 2,3 млрд лет.
Вокруг звезды обращается, как минимум, одна планета.

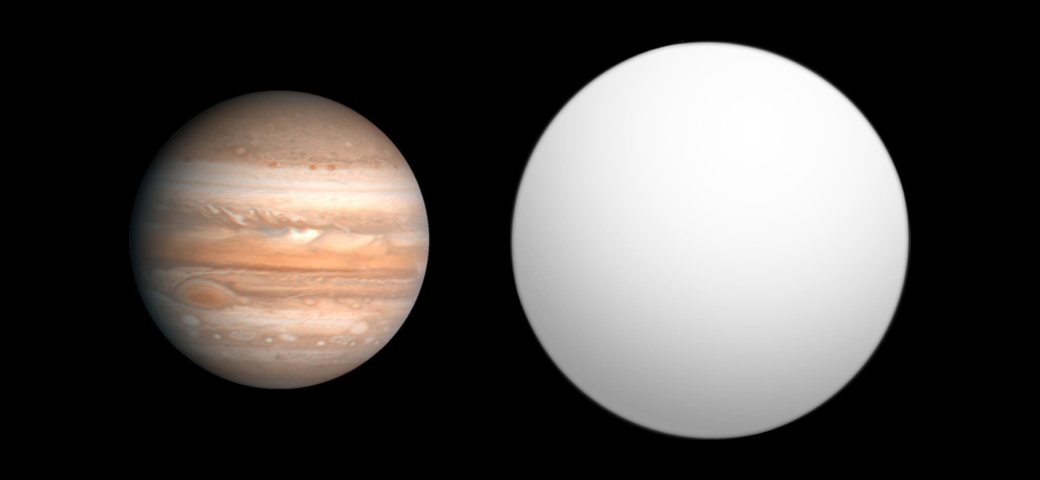
Сравнительные размеры HAT-P-6 b и Юпитера

## Характеристики
HAT-P-6 — жёлто-белая звезда спектрального класса F8V. Масса — около 1,29 солнечной, радиус — около 1,61 солнечного, светимость — около 4,238 солнечной. Эффективная температура — около 6716 K.

## Планетная система
В 2007 году командой астрономов, работающих в рамках проекта HATNet, было объявлено об открытии планеты HAT-P-6 b. Она принадлежит к классу горячих юпитеров — газовым планетам, обращающимся очень близко к родительской звезде, и поэтому имеющим высокую температуру атмосферы. Масса и диаметр планеты соответствуют 1,06 и 1,33 соответственно. Открытие было совершено транзитным методом.